# 발로코

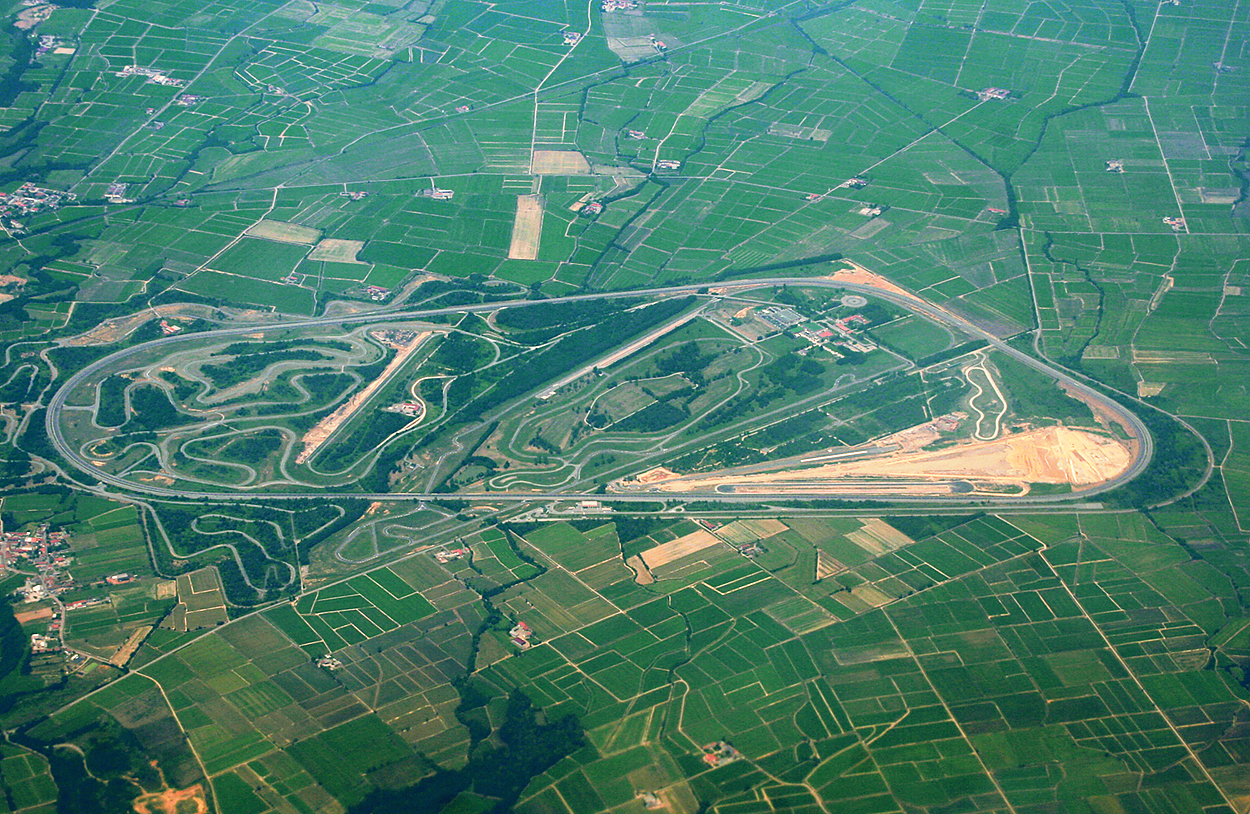

발로코(Balocco)는 이탈리아 피에몬테주 베르첼리도의 코무네이다. 토리노에서 북동쪽으로 약 60킬로미터 지점, 베르첼리에서 북서쪽으로 약 20킬로미터 지점에 위치해 있다. 2004년 12월 31일 기준으로 인구 수는 273명이며 면적은 16.7 제곱 킬로미터이다.